# بوبي ويندسور
بوبي ويندسور (بالإنجليزية: Bobby Windsor)‏ هو لاعب اتحاد الرغبي بريطاني، ولد في 31 يناير 1948 في نيوبورت في المملكة المتحدة.

## وصلات خارجية
- بوبي ويندسور عل موقع إسبنسكروم (الإنجليزية)